# 楊志和 (明朝)
楊志和（?—?），明朝人，生平不詳，著有《西遊記傳》40回，是《西遊記》之節本，由趙景真校稿，為《四遊記》之一。魯迅曾以為吳承恩《西遊記》是抄錄楊志和版本，後來鄭振鐸證明是錯誤的說法。